# Distrikt Caylloma
Der Distrikt Caylloma liegt in der Provinz Caylloma in der Region Arequipa in Südwest-Peru. Der Distrikt wurde am 3. Mai 1955 gegründet. Er hat eine Fläche von 1505 km². Beim Zensus 2017 wurden 3697 Einwohner gezählt. Im Jahr 1993 lag die Einwohnerzahl bei 5191, im Jahr 2007 bei 4041. Die Distriktverwaltung befindet sich in der 4310 m hoch gelegenen Kleinstadt Caylloma mit 3192 Einwohnern (Stand 2017). Caylloma liegt 53 km nordnordwestlich der Provinzhauptstadt Chivay.

## Geographische Lage
Der Distrikt Caylloma liegt in der Cordillera Volcánica im äußersten Nordwesten der Provinz Caylloma. Die kontinentale Wasserscheide verläuft durch den Distrikt. Der Río Apurímac hat in dem Distrikt sein Quellgebiet und entwässert einen Großteil des Areals. Im Westen des Distrikts wird der südliche Teil über den Río Molloco, einen Nebenfluss des Río Colca, entwässert. Der nördliche Teil wird dagegen über den Río Velille, einen Nebenfluss des Río Apurímac, nach Norden hin entwässert.
Der Distrikt Caylloma grenzt im Südwesten an den Distrikt Tapay, im Westen an die Distrikte Choco und Chachas (beide in der Provinz Castilla), im äußersten Norden an den Distrikt Cayarani (Provinz Condesuyos), im Nordosten an die Distrikte Coporaque und Suyckutambo (beide in der Provinz Espinar), im Südosten an die Distrikte Tisco und Sibayo sowie im Süden an die Distrikte Tuti und Lari.